# International Catholic Legislators Network
Das International Catholic Legislators Network (ICLN) ist ein privater Verein mit dem Ziel, Politiker und Gesetzgeber international zu vernetzen. Der Verein steht den Positionen der römisch-katholischen Kirche nahe und wurde 2010 in Trumau, Österreich gegründet. Das Netzwerk hat seinen Sitz in WienQuelle?, zu seinen Schirmherren gehört neben anderen Kardinal Christoph Schönborn.

## Die ICLN-Konferenz
Das Netzwerk veranstaltet jährlich die internationale ICLN-Konferenz in Rom. Die viertägige Konferenz zielt darauf ab, die Gemeinschaft katholischer Mitglieder von Gesetzgebungsorganen weltweit zu vernetzen und zu unterstützen. Zum Programm gehört in der Regel eine Privataudienz beim Papst.
Neben der jährlichen Hauptkonferenz in Rom gibt es lokale und regionale ICLN-Veranstaltungen ebenfalls mit dem  Ziel der Bildung und Vernetzung. Seit 2020 werden einige Veranstaltungen auch online abgehalten.
Alle Sitzungen und Konferenzen des ICLN finden unter Ausschluss der Öffentlichkeit statt. Damit soll sichergestellt werden, dass die eingeladenen Politiker ihre Gedanken frei austauschen und diskutieren können. Darüber hinaus gilt die Chatham House Rule für alle Veranstaltungen.
Um eine persönliche Einladung zu erhalten, muss die betreffende Person folgende Voraussetzungen erfüllen:
- ein einsehbares katholisches oder anderweitig christliches Profil, das sich in politischen Abstimmungen und öffentlich getätigten Äußerungen widerspiegelt,
- die Anerkennung der Heiligkeit des menschlichen Lebens (Lebensrechtsbewegung),
- die Anerkennung der sakramentalen Ehe als Vereinigung von Mann und Frau (Ablehnung der gleichgeschlechtlichen Ehe),
- die Anerkennung der Religionsfreiheit als wichtigstes Menschenrecht, das es weltweit zu verteidigen gilt.[11]

## Werte und Ziele
Der Katechismus der Katholischen Kirche (kurz: KKK), der 1992 von Papst Johannes Paul II. herausgegeben wurde, ist die weltanschauliche Bezugsquelle auf der Website des ICLN, wie auch andere wichtige kirchliche Dokumente.Quelle?
Auf seiner Website hebt das ICLN-Netzwerk unter anderem die folgenden Auszüge des Katechismus hervor:
Schutz des Lebens
- Abtreibung: Die Kirche würde das moralische Übel (wörtlich: „moral evil“) seit ihrer Gründung bestätigen. Dies bleibe unveränderlich. Das Mitwirken an einer Abtreibung stelle eine schwere Straftat gegen das Leben dar. Daher drohe bei einer Beteiligung an einer Abtreibung die Exkommunikation von der Kirche.[14]
- Sterbehilfe: Die Sterbehilfe ist nach dem Katechismus, und so auch für Mitglieder des ICLN-Netzwerks, moralisch inakzeptabel.[14]
- Verhütung: Handlungen, die die natürliche Zeugung zwischen Mann und Frau verunmöglichen, seien inhärent böse (wörtlich: „intrinsically evil“). Im Einklang mit der Moral wäre laut KKK nur die Kalendermethode als Verhütungsmethode geeignet.[14]

Ehe und Familie
- Definition der Familie: Als normaler Bezugspunkt der Familie soll laut KKK die eheliche Verbindung von Mann und Frau sowie deren Nachkommen angesehen werden. („A man and a woman united in marriage, together with their children, form a family.“)[15]
- Scheidung: Laut Katechismus ist der Tod der einzige Grund, durch den eine ratifizierte Ehe aufgelöst werden kann. Weiters sei die Scheidung ein schwerwiegender Verstoß gegen das Naturgesetz. („Divorce is a grave offense against the natural law.“)[15]
- Pornografie: Der Katechismus wirft Produzenten sowie Konsumenten von Pornofilmen vor, sich von einer Fantasiewelt täuschen zu lassen („It immerses all who are involved in the illusion of a fantasy world.“). Pornografie verstoße außerdem gegen die Keuschheit.[15]

Moderne Reproduktionsmethoden
Techniken, bei denen eine Befruchtung mithilfe anderer Beteiligter außer dem Ehepaar erfolgt, sind laut KKK höchst unmoralisch (wörtlich: „gravely immoral“). Die künstliche Befruchtung verstoße gegen das Recht der Eheleute, nur durch einander Vater und Mutter zu werden.
Kampf gegen Verfolgung von Christen
Die ICLN behauptet, dass Christen die bei weitem am stärksten bedrohte und verfolgte religiöse Gruppe der Welt ist (wörtlich: „by far the most under threat, in fact the most persecuted religious group in the world according to the latest data“).

## Entstehung, Teilnehmer und Beziehungen zur Politik
Nach Angaben der Catholic News Agency wurde das ICLN 2010 von Kardinal Christoph Schönborn und dem Mitglied des britischen House of Lords David Alton gegründet. An der Gründung des Vereins war auch Bernhard Bonelli, Kabinettschef von Sebastian Kurz, beteiligt. Dem Standard zufolge wird dieser zwar im Vereinsregister, aber nicht auf der ICLN-Website als einer der Gründer des ICLN-Vereins angegeben. Das Netzwerk hatte seinen Sitz anfangs in Trumau, Niederösterreich. In Trumau befindet sich auch die Katholische Hochschule ITI, deren Präsident ebenfalls ICLN-Präsident Christiaan Alting von Geusau und deren Großkanzler Schönborn ist. Im Vereinsregister wird Bernhard Bonelli (Kabinettschef des ÖVP-Bundeskanzlers Sebastian Kurz) als Mitbegründer der ICLN angeführt. Laut Kathpress koordinierte Bonelli die ICLN-Konferenzen bis 2015. 2018 gibt Bonelli an, das ICLN neben seiner Tätigkeit für Kurz zu betreuen. Unter den Teilnehmern an ICLN-Veranstaltungen befinden sich unter anderem Lukas Mandl (Europaabgeordneter der ÖVP, Mitglied des ICLN-Steering Committees) und Gudrun Kugler (ÖVP-Nationalratsabgeordnete).
Von 22. bis 25. August 2019 fand eine ICLN-Veranstaltung in Fátima, Portugal statt. Unter den Teilnehmern waren der dem politisch rechten Rand zugeordnete ungarische Premierminister Viktor Orbán, ehemaliger Donald-Trump-Stabschef Mick Mulvaney, der Hongkonger Kardinal Joseph Zen sowie Kardinal Christoph Schönborn. Die portugiesische Zeitung Público gibt an, dass für die ICLN-Veranstaltung etwa 200 Polizisten eingesetzt werden mussten und dass diese Operation vom portugiesischen Staat finanziert wurde, obwohl die Veranstaltung nicht auf nationaler Ebene stattfand.

## Saint Thomas More Religious Freedom Advocacy Award
Der Preis wurde erstmals 2017 an David Alton übergeben, der sich weltweit gegen die Verfolgung von Christen einsetzte. Weitere Preisträger sind Gudrun Kugler (ÖVP-Abgeordnete, Österreich), Lucy Akello (Abgeordnete des Forum for Democratic Change, Uganda) und Dan Lipinski (ehemaliges Mitglied des US-Kongresses für die Demokratisches Partei, der durch das Verweigern der gleichgeschlechtlichen Ehe bekannt wurde).
Der Award ist nach Thomas More benannt, dem weltanschaulichen Gegner Martin Luthers. More weigerte sich, den Suprematseid auf König Heinrich VIII. als kirchliches Oberhaupt zu leisten, und befürwortete das Verbrennen von Protestanten.